# Hormisda (filho de Hormisda II)
Hormisda (em persa médio: Hormezd; em grego: Ορμίσδας; romaniz.: Hormísdas) foi um oficial romano de origem persa, ativo durante o século IV.

## Nome
O teônimo Hormisda é a versão latina do persa médio Hormisde (𐭠𐭥𐭧𐭥𐭬𐭦𐭣; Hormizd), Ormasde (Ōhrmazd), Hormosde / Ormosde ((H)ormozd), Ormusde (Ormozd) ou Oramasde (Ohramazd), o nome da divindade suprema no zoroastrismo, cujo nome avéstico era Aúra-Masda (Ahura-Mazdāh). Foi registrao em persa antigo como Auramasda (Auramazdā), em grego como Hormisdas (Ορμίσδας, Ormísdas), Hormisdes (Ορμίσδης, Ormísdēs), Horomazes (Ωρομάζης, Oromázēs) e Hormisdates (Ορμισδάτης, Ormisdátēs), em árabe era Hormuz (هرمز), em armênio como Oramasde (Օրամազդ; Oramazd) e Ormisde (Որմիզդ, Ormizd) e em georgiano era Urmisde (ურმიზდი, Urmizd).

## Vida
Hormisda era filho mais velho do xá sassânida Hormisda II (r. 302–309/10) e pai de um nobre homônimo. Foi aprisionado por seus irmãos após a morte de seu pai e permaneceu encarcerado por vários anos até ser liberto com a ajuda de sua esposa. Ele fugiu para junto do rei armênio Tiridates III (r. 298–330) e então para o Império Romano, onde foi recebido em 324 por Constantino (r. 306–337) ou Licínio (r. 308–324). Em Constantinopla, Constantino deu-lhe um palácio que recebeu seu nome próximo da costa do mar de Mármara.
Serviu Constâncio II (r. 337–361) como comandante de cavalaria e acompanhou o imperador a Roma em 357. Em 362, foi nomeado por Juliano, o Apóstata  (r. 361–363) com Vitor como comandante de um exército que deveria ser levado de Constantinopla para Antioquia. A Paixão de São Bonoso e Maximiliano, que menciona-o em Antioquia em 362/363, estiliza-o como conde (talvez conde dos assuntos militares) e cristão. Ele participou na expedição persa de Juliano em 363 e segundo Libânio era do interesse do imperador colocá-lo no trono sassânida.
Hormisda comandou com Arinteu a cavalaria disposta na ala esquerda do exército romano. Em ca. 24 de abril, a Hormisda foi dado o comando de uma força de reconhecimento que foi emboscada pelos persas sob comando de Surena e o filarco Podosaces. Depois, conseguiu induzir a guarnição em Anatas a se render. No Cerco de Perisapora de 27-29 de abril, foi enviado para negociar a rendição da cidade, mas foi insultado pelos habitantes, que chamaram-o de traidor e desertor. Depois, foi insultado por Nabdates, o comandante da guarnição de Maiozamalca, que foi levado como refém após a rendição da cidade.

## Avaliação
Segundo Zonaras, Hormisda foi um homem grande e forte e um habilidoso lançador de projéteis, de tal modo que ao lançar um projetil em alguém podia prever onde o inimigo seria atingido. Com base na escassez do uso do nome iraniano Hormisda no mundo latino, Christian Settipani sugeriu que o prefeito pretoriano homônimo que esteve ativo em meados do século V era seu filho. Além disso, sugeriu que este segundo Hormisda foi o avô (materno?) do papa Hormisda (r. 514–523), que era filho do campânio Justo e pai do papa Silvério (r. 536–537).